# بيتار ديميتروف
بيتار ديميتروف (بالبلغارية: Петър Димитров)‏ (28 مارس 1982 في بلغاريا) هو لاعب كرة قدم بلغاري في مركز الهجوم. لعب مع بوتيف فراتسا وسسكا صوفيا وسلافيا صوفيا ونادي بيروي ستارا زاغورا ونادي سبارتاك بليفين ونادي لوكوموتيف صوفيا وفيهرين ساندانسكي وSFC Etar Veliko Tarnovo ‏ وPFC Neftochimic Burgas ‏ وOFC Lokomotiv Mezdra ‏ وبيلاسيتسا بيتريتش ‏.

## وصلات خارجية
- بيتار ديميتروف على موقع قاعدة بيانات كرة القدم.إي يو (الإنجليزية)